# Grammia barda
Grammia barda là một loài bướm đêm thuộc phân họ Arctiinae, họ Erebidae.